# Hélio Duarte
Hélio de Queiroz Duarte (Rio de Janeiro, 1906 - São Paulo, 1989) foi um arquiteto, urbanista e professor conhecido pelos protótipos de projetos escolares, conhecidos pelo nome Escola-Classe-Escola-Parque baseados na obra do pedadogo Anísio Teixeira, que foi o embrião do projeto do CEU inicialmente da cidade de São Paulo e num segundo momento outros municípios.

## Biografia
Hélio se formou arquiteto em 1930 na Escola Nacional de Belas Artes no Rio de Janeiro. Em 1932, trabalha com o arquiteto Nestor de Figueiredo, nos planos urbanísticos das cidades do Recife, em Pernambuco e João Pessoa e Cabedelo, na Paraíba. Em 1934, torna-se arquiteto do Banco Hipotecário Lar Brasileiro, sendo transferido para a filial de Salvador em 1936. Dois anos depois é contratado pela Companhia Brasileira Imobiliária e de Construções, que tem papel importante na difusão da arquitetura moderna em Salvador, e, nessa cidade, passa a lecionar na Escola de Belas Artes. Muda-se para São Paulo, em 1944, e estabelece diversas parcerias e sociedades até 1969, quando encerra suas atividades profissionais privadas. Em 1945, participa da organização do 1º Congresso Brasileiro de Arquitetos em São Paulo, sendo primeiro secretário do evento em três anos consecutivos, e é membro dos Congressos Internacionais de Arquitetura Moderna - Ciam.